# Langenborn
Langenborn ist ein Gemeindeteil des Marktes Schöllkrippen im unterfränkischen Landkreis Aschaffenburg in Bayern.

## Geographie
Das Dorf Langenborn liegt im mittleren Kahlgrund zwischen Ernstkirchen und Blankenbach, direkt an der Staatsstraße 2305. Das Dorf befindet sich auf der Gemarkung Schöllkrippen. Durch Langenborn führen die Bahnstrecke Kahl–Schöllkrippen, der Fränkische Marienweg und der Kahltal-Spessart-Radweg.

## Geschichte
Ursprünglich bestand der Ort nur aus einem Hof. Der Langenborner Hof lag unmittelbar rechts der Kahl. Ab 1659 wurde der Hof verpachtet. 1680 bestand das Anwesen aus der Hofreite, einem Haus, den Stallungen, einer Mühle (Kihn-Mühle) und dem Garten, sowie Wald und Wiesen. Von 1713 bis 1715 wurden das Haus und die Stallungen neu gebaut. Bis 1806 gehörte das Hofgut zu Mainz, dann zu Krombach. Die Grundstücke rechts der Kahl lagen auf Krombacher Gebiet, die auf der anderen Seite gehörten zu Mainz. Zum Betreiben der Mühle wurde das Bett der Kahl verlegt. Durch diese Umbettung lagen nun Teile des Langenborner Hofes wieder auf Mainzer Gebiet.
Im Jahre 1851 wurden die Scheunen zu Wohnhäusern umgebaut, der  Hof wurde an sechs Besitzer verkauft. 1900 errichtete man an der aufgestauten Kahl eine Sägemühle, die zusätzlich mit einer Dampfmaschine betrieben wurde. Nach 1918 wurde sie  mit einem Generator für die Stromversorgung von Schöllkrippen und Ernstkirchen ausgestattet. Weitere Häuser wurden nach dem Zweiten Weltkrieg gebaut.